# حوضه آبریز رودخانه‌های میان بندرعباس و سدیج

موقعیت حوضه آبریز رودخانه‌های بین بندرعباس و سدیج

حوضه آبریز رودخانه‌های بین بندرعباس و سدیج با نام اختصاری بندرعباس–سدیج یکی از حوضه‌های باز ایران است که در تقسیم‌بندی حوضه‌های آبریز ایران، حوضهٔ فرعی به شمار می‌رود و زیرمجموعهٔ حوضهٔ آبریز خلیج فارس و دریای عمان است. مساحت این حوضه، ۴۴٬۷۹۲٫۲ کیلومتر مربع است و رودهای اصلی آن، میناب و جگین هستند که به دریای عمان منتهی می‌شوند.

## جغرافیا
حوضهٔ بندرعباس–سدیج به مساحت ۴۴٬۷۹۲٫۲ کیلومتر مربع در جنوب ایران قرار دارد. حدود ۸۰ درصد مساحت این حوضه در استان هرمزگان واقع شده و بخش‌هایی از استان‌های سیستان و بلوچستان و کرمان را نیز در بر می‌گیرد. میانگین بلندمدت بارندگی در حوضهٔ بندرعباس-سدیج ۲۲۲ میلیمتر است.
مهم‌ترین رود آن، رود میناب است که از تلاقی رودهای جغین و رودان در غرب روستای برنطین پدید می‌آید و در جنوب کلاهی وارد دریای عمان می‌شود. شاخه‌های رودان از کوه‌های باغ برج در شمال علی‌آباد و شاخه‌ٔ اصلی جغین از کوه‌های بشاگرد در نزدیکی بارگاه سرچشمه می‌گیرند. دیگر رود مهم حوضه، رود جگین است که از کوه‌های بین سندرک و گوهران سرچشمه می‌گیرد و در جنوب جگین به دریای عمان می‌ریزد. سایر رودهای قابل توجه حوضه، شامل رودهای سدیج و گابریک در شرق شهرستان جاسک و جلابی و حسن لنگی در شرق بندرعباس هستند. در مجموع ۷۲٪ سطح آن کوهستانی و ۲۸٪ باقیمانده، دشت‌ها و کوهپایه‌ها هستند.

## زیرحوضه‌ها
برپایهٔ دستور العمل تقسیم‌بندی حوضه‌های ایران، حوضهٔ آبریز بندرعباس–سدیج به ۶ حوضهٔ درجه ۳، ۲۵ حوضهٔ درجه ۴ و ۲۶ حوضهٔ درجه ۵ تقسیم می‌شود:
| کد    | نام اختصاری زیرحوضه | مساحت کیلومتر مربع | تعداد زیرحوضه‌ها | تعداد زیرحوضه‌ها | تعداد زیرحوضه‌ها | تعداد زیرحوضه‌ها |
| کد    | نام اختصاری زیرحوضه | مساحت کیلومتر مربع | درجه ۴          | درجه ۵          | درجه ۶          | درجه ۷          |
| ----- | ------------------- | ------------------ | --------------- | --------------- | --------------- | --------------- |
| ۲۸۱   | غرب میناب           | ۸٬۰۱۲              | ۵               | ۱۱              | -               | -               |
| ۲۸۲   | رودخانه میناب       | ۱۰٬۶۲۰٫۳           | ۴               | ۸               | -               | -               |
| ۲۸۳   | غرب جگین            | ۹٬۴۳۶              | ۷               | ۴               | -               | -               |
| ۲۸۴   | رودخانه جگین        | ۶٬۶۷۸٫۱            | ۳               | -               | -               | -               |
| ۲۸۵   | گابریک–هیمن         | ۵٬۳۹۷٫۶            | ۳               | ۳               | -               | -               |
| ۲۸۶   | رودخانه سدیج        | ۴٬۶۴۸٫۳            | ۳               | -               | -               | -               |
| مجموع | مجموع               | ۴۴٬۷۹۲٫۲           | ۲۵              | ۲۶              | -               | -               |

حوضهٔ بندرعباس-سدیج به ۲۲ محدودهٔ مطالعاتی تقسیم شده‌است. بزرگترین محدوده، جگین به مساحت ۷۲۴۰٫۲ کیلومتر مربع و کوچکترین محدوده، کردی شیرازی به مساحت ۱۳۱٫۷ کیلومتر مربع هستند.